# 马库斯·乔恩
马库斯·乔恩（英語：Marcus Chown，1959年—）是一位英国科普作家、记者和播客，为《新科學人》杂志的宇宙学顾问，主要作品有《图解太阳系：探访我们的宇宙家园和邻居》（Solar System:A Visual Exploration of All the Planets,Moons and Other Heavenly Bodies That Orbit Our Sun，2011）、《扔一个苹果到宇宙边缘：从经典力学、相对论到量子引力》（The Ascent of Gravity: The Quest to Understand the Force that explains everything，2017）、《宇宙大爆炸》（Big Bang，2018）、《奇怪的知识增加了：用科学解读不那么科学的事》（Infinity in the Palm of Your Hand: fifty wonders that reveal an extraordinary universe，2018）等。